# Dorf

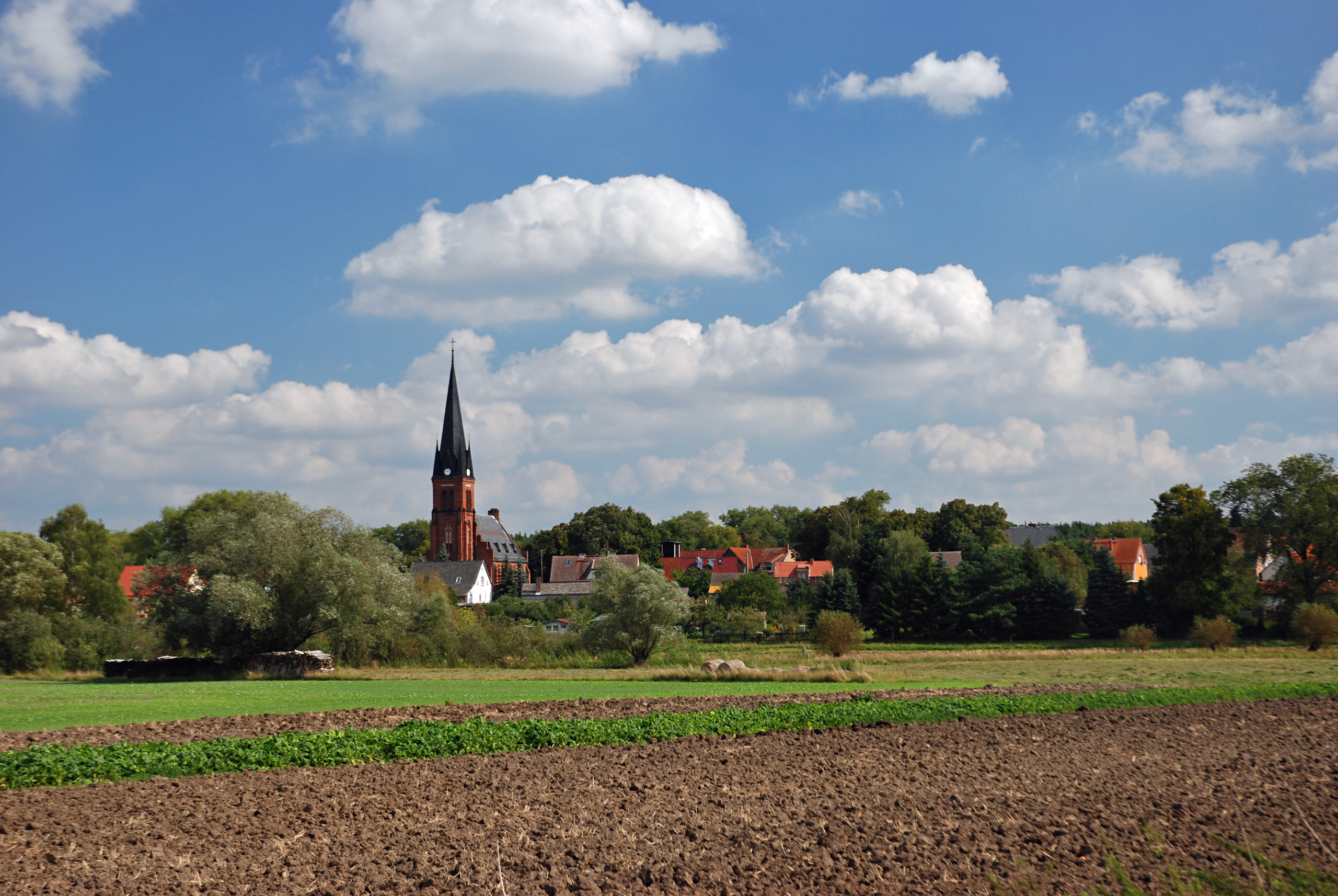
Bralitz, ein Dorf in Brandenburg

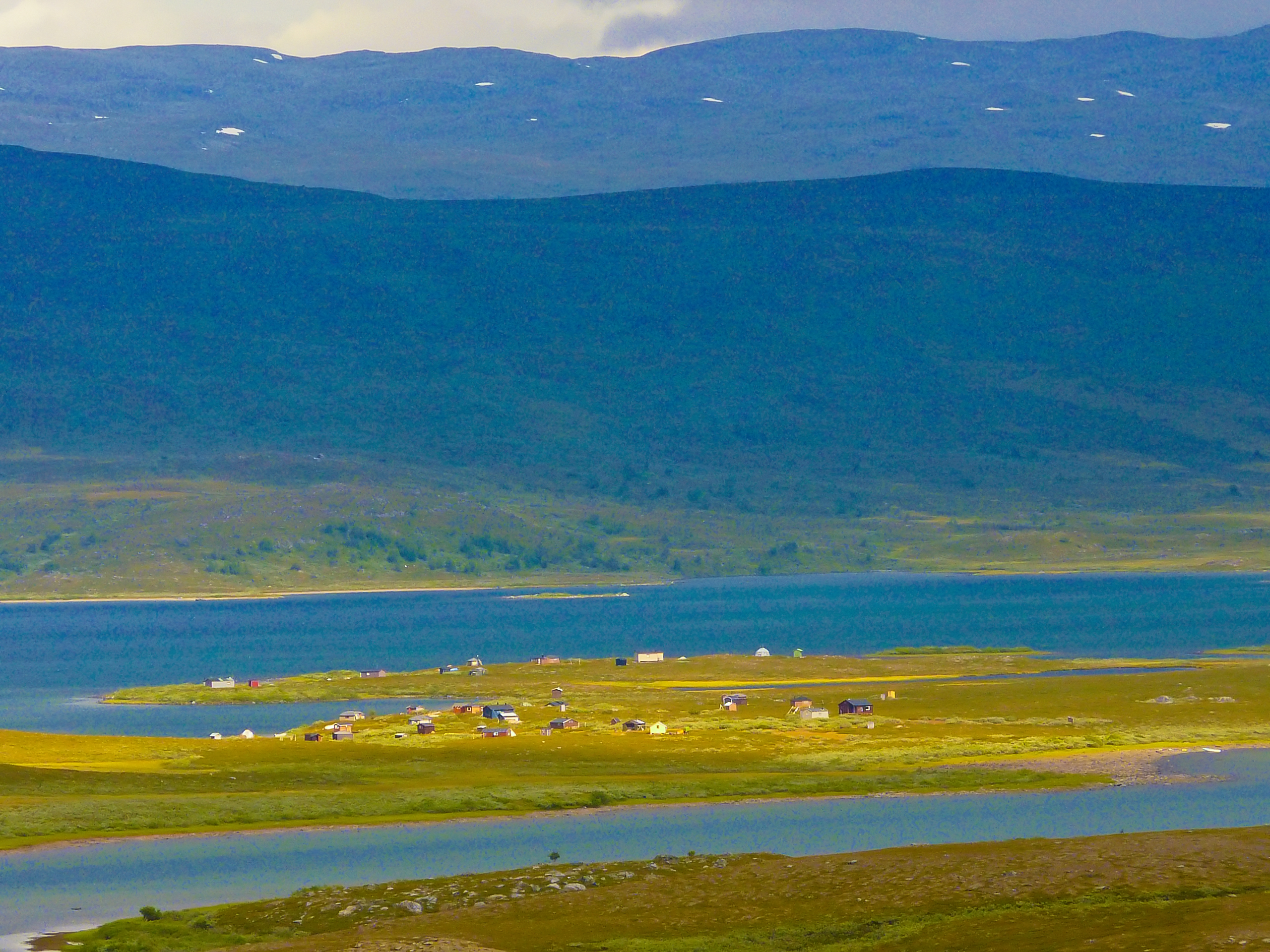
Gievgessuoloj, Sommerdorf der Sirkas-Samen in Schweden

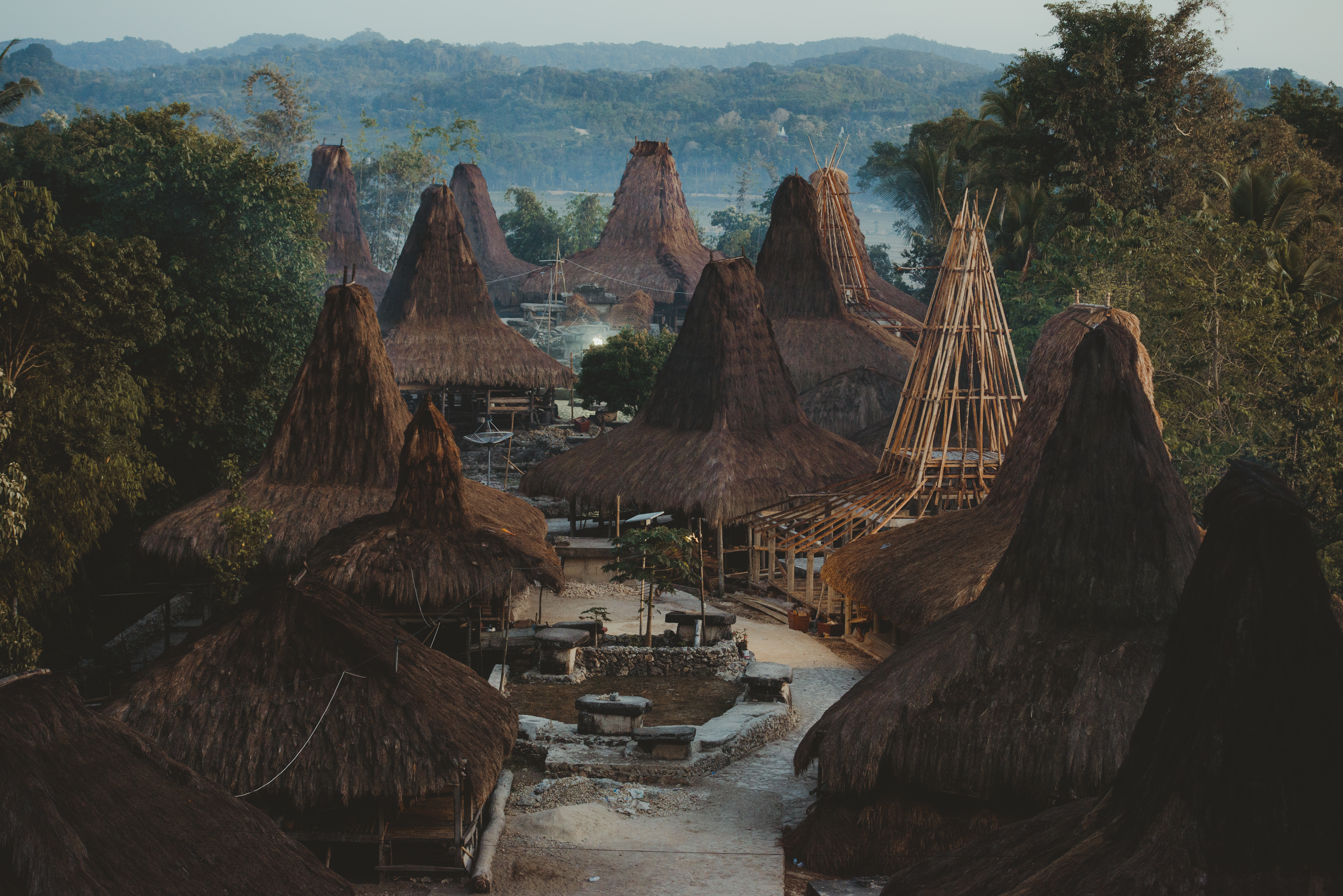
Traditionelles Dorf (= Kampung) Praijing auf Sumba (Indonesien)

Ein Dorf ist eine Gruppensiedlung im ländlichen Raum, eine ländliche Siedlung.
In der siedlungsgeographischen Typisierung werden in Deutschland Einzelsiedlungen und Gruppensiedlungen unterschieden. Nur Gruppensiedlungen einer bestimmten Größe („Große Gruppensiedlung“) werden als Dörfer bezeichnet. Die Größe, die eine Siedlung haben muss, um als Dorf zu gelten, ist dabei regional verschieden.  Als Dörfer werden nur Siedlungen des ländlichen Raums bezeichnet.
Idealtypische Dörfer waren traditionell von der Landwirtschaft geprägt, die meisten Einwohner waren Bauern oder landwirtschaftliche Beschäftigte, die Siedlungsform wurde von den Bauernhäusern bestimmt und stand im engen Zusammenhang mit dem umgebenden Ackerland, der Flur und den traditionellen Flurformen. Neben diesen „Agrarsiedlungen“ gab es aber auch immer landwirtschaftsnahe Gewerbe und ganze Gewerbedörfer. Heutige mitteleuropäische Dörfer haben auch dann, wenn sie sehr ländlich geprägt sind, nur noch einen geringen Anteil landwirtschaftlich Beschäftigter. Zudem lebte früher der größte Teil der Bevölkerung in ländlichen Siedlungen, heute nur noch ein geringer. Waren es im Deutschen Reich im Jahr 1900 noch fast die Hälfte (46 Prozent), fiel der Anteil in der Bundesrepublik Deutschland bis zum Jahr 2015 auf etwa ein Viertel ab (23 Prozent).
Kleinere Gruppensiedlungen werden regional als Weiler oder Bauerschaft bezeichnet. Streusiedlungen werden in manchen Gegenden nicht als Dorf bezeichnet, sondern in Nordwestdeutschland als Bauerschaft, am Niederrhein als Honnschaft. Noch kleinere Wohnplätze mit nur einem oder zwei Haushalten werden als Einzelsiedlung, Einzelgehöft, in Süddeutschland und den deutschsprachigen Alpenländern als Einöde oder Einödshof bezeichnet.
Es gab auch Dörfer, in denen sich die meisten Bewohner einer speziellen Tätigkeit der Marktproduktion widmeten, etwa Fischerdörfer, Flößer- und Wanderhändlerdörfer, Weber- oder Töpferdörfer.

## Dauersiedlungen saisonale Siedlungen
Ständig bewohnte menschliche Ansiedlungen kennzeichnen den Dauersiedlungsraum der Erde (Ökumene). Hier bestehen Dörfer seit dem Beginn der Landwirtschaft vorwiegend aus festen Behausungen (ursprünglich verschiedene Formen von Pfostenhäusern).
Unter klimatisch schwierigeren Bedingungen, die nur eine saisonale Nutzung des Landes als Feld oder Weide zulassen (Subökumene), fanden und finden sich zum Teil bis heute auch Dörfer nomadisierender bis halbsesshafter Bevölkerungen, die als Sommer- oder Winterdörfer genutzt wurden. Sie bestehen entweder aus festen Behausungen, die zeitweise unbewohnt bleiben, oder aus mobilen Behausungen, wie etwa Zelten oder Jurten. Alle denkbaren Kombinationen lassen sich finden: Häufig sind feste Winterdörfer als Hauptwohnsitz und mobile Sommerlager mit einer stark reduzierten Dorfstruktur oder nur für bestimmte Personen (etwa Hirten und ihre Familien), wie es für die transhumante Lebensweise z. B. die Yailas in Anatolien typisch ist. Feste Sommer- und Winterdörfer haben etwa die samischen Rentierhüter in Lappland.

## Siedlungsgrößen
Zur Einordnung der Ortsgröße von Dörfern sind verschiedene Maße herangezogen worden. Neben der Einwohnerzahl des Orts klassifizieren einige Siedlungsgeographen und Statistiker auch nach der Anzahl der Häuser (Wohneinheiten, Hofstätten) oder nach dem Umfang der überbauten Fläche (wobei ein Abstand der Häuser zueinander von etwa 150 Metern als Grenze zwischen Einzel- und Gruppensiedlung vorgeschlagen wurde). Als grobe Faustformel wird oft ein Wert von vier bis fünf Einwohnern pro Hausstätte angenommen, wobei Mehrfamilienhäuser nicht berücksichtigt wären. Die meisten Fachleute sind der Ansicht, dass eigentlich eine Charakterisierung nach infrastruktureller und funktionaler Ausstattung der Siedlung vorzuziehen wäre.  Da diese aber oft mit der Einwohnerzahl korreliert und diese leichter messbar ist, wird diese als Hilfsgröße verbreitet verwendet.
Recht verbreitet ist eine Terminologie, die durch eine internationale Arbeitsgruppe für die geographische Terminologie der Agrarlandschaft (später: Historical Geography Research Group), initiiert durch Harald Uhlig und publiziert durch dessen Schüler Cay Lienau eingeführt wurde. Demnach hätte eine kleine ländliche Gruppensiedlung, oder Weiler, 10 bis 20 Hausstätten und bis zu 100 Einwohner. Ein kleines Dorf hätte mehr als das, aber weniger als 100 Haus- oder Hofstätten und weniger als 500 Einwohner. Unter etwa 400 Haus- und Hofstätten und etwa 2000 Einwohner wäre es ein normales Dorf. Siedlungen darüber wären als Großdorf bzw. Stadtdorf einzuordnen. Die Größenklassen wurden etwa durch Gerhard Henkel übernommen, sie werden auch im Handwörterbuch der Stadt‐ und Raumentwicklung akzeptiert. Die Abgrenzung zu den Weilern und zu städtischen Siedlungen (Landstädten) ist aber vom jeweiligen Autor abhängig. So begrenzt Gerhard Henkel im Handwörterbuch zur ländlichen Gesellschaft in Deutschland Weiler, als kleine Gruppensiedlungen, schon bei etwa 20 Haus- oder Hofstätten. In Österreich ist zu statistischen Zwecken eine geschlossene Ortschaft mit 10 oder mehr Gebäuden ein Dorf.

## Rechtliche Stellung
Traditionell stellte das Dorf – auch in Abgrenzung zum kleineren Weiler – als Gemeinde der Bauern eine politische Einheit dar. Vor der Schaffung von Gemeinderäten im 19. Jahrhundert gab es im deutschsprachigen Raum den Schultheiß, Bürgermeister, Ortsvorsteher und Dorfschulzen. Durch die Gebietsreformen der 1970er bis 1990er Jahre sind die Dörfer in Deutschland überwiegend keine Gebietskörperschaften mehr, sondern wurden zu ländlichen Gemeinden zusammengefasst oder in benachbarte Städte eingemeindet. Einen Kompromiss mit Resten von Eigenständigkeit der Dörfer stellen manche Samt- und Verbandsgemeinden dar.
In Bayern gilt gemäß der Entschließung des dortigen Staatsministeriums des Innern vom 18. Oktober 1950 (Nr. I B1 – 68a 1) grundsätzlich jede Ansiedlung mit zehn oder mehr Wohngebäuden, die keine Stadt ist, als Dorf. Größere Dörfer mit stärkerer Arbeitsteilung und einzelnen städtischen Funktionen heißen in Süddeutschland, insbesondere in Bayern, Markt. In Norddeutschland, vor allem in Niedersachsen, nennt man sie Flecken. In Hessen ist hierfür die Bezeichnung „Marktflecken“ verbreitet.
In Österreich ist ein Dorf ebenfalls ein geschlossener Ort mit zehn oder mehr Gebäuden, mit historischer Struktur und gewisser Infrastruktur wie Kirche oder Gasthaus. Kleinere geschlossene Orte und Orte ohne jede Infrastruktur werden als Weiler, Rotte oder Zerstreute Häuser klassifiziert, moderne Neuanlagen als Häusergruppe. Größere Dörfer mit besonderer Bedeutung in geografischer oder wirtschaftlicher Hinsicht können zum Markt erhoben werden.
In Frankreich, der Schweiz und Namibia sind sehr viele Dörfer eigene Gebietskörperschaften.

## Etymologie
Der älteste Beleg für das Wort Dorf, thaurp, findet sich in der gotischen Bibelübersetzung des Wulfila, wo es einen eingezäunten Bereich (z. B. Pferch, Gehege) bezeichnet. Eine solche Einfriedung diente dem Schutz des Nutzviehs (Pferd, Rind, Ziege, Schaf, Schwein, Huhn, Gans, Ente usw.) vor Fressfeinden, wie dem Wolf. Diese Bedeutung ist auch für das nordfriesische terp, das altfriesische therp, wie auch das alemannische Dorf anzunehmen, das Wort sollte ursprünglich also nicht den Unterschied zwischen einer Einzel- und Gruppensiedlung anzeigen. Im Schwedischen steht der Begriff torp für einen einsam gelegenen, kleinen Bauernhof. Torp hat den gleichen sprachlichen Ursprung aus dem gemeingermanischen Wort wie das althochdeutsche dorf, das altenglische bzw. altsächsische thorp, angelsächsisch thorpe, das altisländische þorp und das niederländische dorp. Auf Südjütisch heißt Dorf trop. Auch das Suffix -trup – mit all seinen Varianten – bedeutet in den nord- und westgermanischen Sprachen immer „-dorf“; jedoch im ursprünglichen Sinne von Einzelhof.

## Archäologie des Dorfes

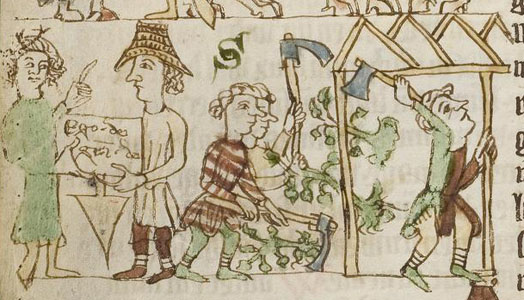
Dorfgründung im Mittelalter (Heidelberger Handschrift des Sachsenspiegels)

Seit dem Frühneolithikum sind Siedlungen bekannt, die sich durch eine Ansammlung gleichzeitiger Häuser, eine ökonomische Grundlage in der Landwirtschaft und gemeinsame Einrichtungen auszeichnen. Nach einer Definition des Dorfes, die auf ebendiese Kriterien abzielt, ist das „Dorf“ somit eine grundlegende Siedlungsform der Agrarkultur. Vorläufer des Dorfes ist der von Jägern und Sammlern mitunter nur saisonal aufgesuchte Wohnplatz. Gleichwohl sind in den Jahrtausenden der Vorgeschichte und des Mittelalters einige Veränderungen des Dorfes zu beobachten. Bedeutend zu sein scheint etwa die Entwicklung von der Tellsiedlung, die zu Beginn des Ackerbaus in Südosteuropa bis in den Donauraum verbreitet ist, zur Reihensiedlung und am Übergang zum Mittelneolithikum zur Streusiedlung mit lockerer, einheitlich orientierter Bebauung. Hier mögen kulturelle, soziale und wirtschaftliche Umwälzungen im Hintergrund stehen.
Vor allem ist zu fragen, wann jene Dörfer entstanden, welche die heutige mitteleuropäische Siedlungslandschaft prägen (Problem der „Dorfgenese“). Die ältere Lehrmeinung ging davon aus, dass das „Dorf“ eine typisch germanische Siedlungsform sei und in Westdeutschland auf die germanische Landnahme der Völkerwanderungszeit, im Osten aber auf die deutsche Ostsiedlung zurückgehe. Archäologische Zeugnisse zeigen jedoch, dass bis weit ins Mittelalter das ländliche Siedlungsgefüge bedeutenden Veränderungen unterworfen war. Die klassischen Dorfformen Mitteleuropas sind oft nur Sekundärformen, die sich durch Siedlungskonzentrationen und -verlagerungen, Zusammenlegung von Einzelgehöften (besserer gemeinsamer Schutz, oft bachabwärts wegen der sichereren Wasserversorgung im Mittelgebirge), aber auch durch komplette innere Umstrukturierung älterer Siedlungen entwickelten. Eng verbunden mit der Dorfgenese ist die Gemeindebildung, wie sie sich in schriftlichen Quellen fassen lässt und derzeit vorrangig ins 12./13. Jahrhundert datiert wird.

## Historisch gewachsene Dorfformen in Mitteleuropa
Dörfer werden nach Grundriss, Lage, sozialökonomischer Funktion und Wirtschaftsweise klassifiziert. Grob unterscheidet man nach ungeregelten und geregelten Dorfanlagen, wobei letztere nur bei gelenkter und durchdachter Planung (Kolonisation) vorkommen. Zu den häufigsten Dorfformen gehören die Haufen-, die Reihen- und die Straßendörfer. Auf Besonderheiten und Parallelen wird in den einzelnen Abschnitten eingegangen. Reine Dorfformen sind kaum anzutreffen, Ausnahme die Rundlinge.
Im Zusammenhang mit den Dorfformen stehen die Flurformen. Spätestens im 20. Jahrhundert traten in deutschen Dörfern Zersiedelungsprozesse ein, wurden Fluren bereinigt und Felder zu großen Schlägen zusammengelegt („Verkoppelung“).

### Geschlossene Dorfformen

#### Haufendorf

Das Haufendorf Marthalen (1923)

Ein Haufendorf ist ein geschlossen bebautes Dorf mit unregelmäßigen Grundstücksgrundrissen und häufig unterschiedlich großen Höfen, oft von einem Ortsetter umgeben. Haufendörfer unterscheiden sich von den meisten anderen Dorfformen dadurch, dass sie unplanmäßig angelegt wurden. Ein großer Teil der Haufendörfer entstand im Zusammenhang mit der mittelalterlichen Gewanneflur, bei der jeder Bauer Streifen verschiedener Felder bewirtschaftete und sich die Lage dieser Feldstreifen auch immer wieder änderte. Die Gemarkung solcher Dörfer gliederte sich in Dorfkern, Ackerflur und Allmende.

#### Kompaktdorf

Das Kompaktdorf Ronco sopra Ascona (1946)

Ein Kompaktdorf ist der Extremfall eines Haufendorfs. Die Häuser wurden eng beieinander oder aneinander gebaut, um in prekären topographischen Verhältnissen Platz zu sparen. Typischerweise finden sich Kompaktdörfer in den romanischsprachigen Teilen der Alpen, beispielsweise im nördlichen Kanton Tessin.

#### Straßendorf

Beispiel eines Straßendorfes

Ein Straßendorf ist ein lineares, zumeist doppelzeiliges Dorf, dessen Häuser bzw. Gehöfte eine Straße (vorzeitlich eine Trasse) in dichter Anordnung säumen. Typischerweise sind die heutigen Einzelhäuser bzw. Gehöfte giebelständig zur Straße angeordnet. Eine von der Hauptstraße abzweigende Straße ist oft eine Sackgasse.

#### Angerdorf

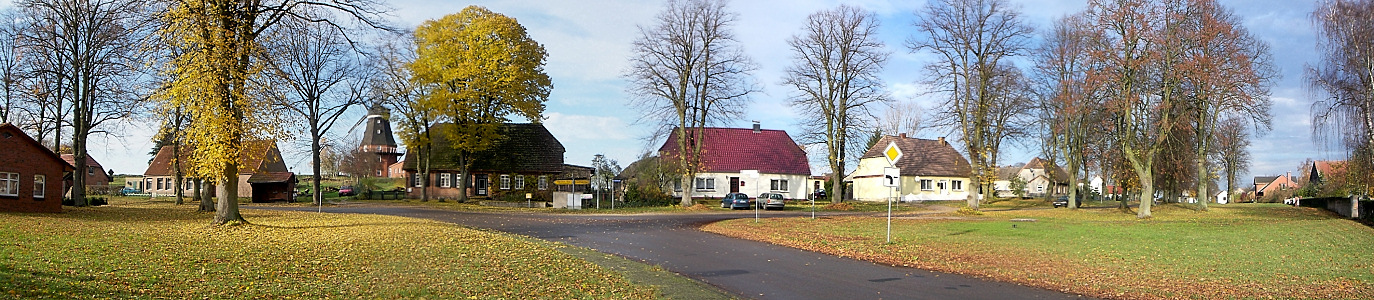
Goldenbow, Angerdorf in Mecklenburg-Vorpommern

Ein Angerdorf ist ein Dorf, dessen hervorstechendes Merkmal der Anger, ein im Gemeindebesitz befindlicher zentraler, gestreckt runder Platz mit zumeist einem Teich (Löschwasserteich) oder Brunnen ist. Angerdörfer kommen in Mitteleuropa vor allem auf Grundmoränenplatten und in Lößgebieten vor, in Deutschland vor allem in Ost- und Ostmitteldeutschland.

#### Straßenangerdorf
Das Straßenangerdorf ist ein Straßendorf, dessen Dorfstraße sich an einer Stelle oder auch in größerer Länge zu einem Anger weitet und dann weiterläuft. Im deutschen Sprachraum sind Angerdörfer typisch für Nordostösterreich und Teile der Mark Brandenburg. Auch in Nordengland sowie in Frankreich im Barrois gibt es Angerdörfer. Charakteristisch für die Anlage brandenburgischer Straßenangerdörfer in der friderizianischen Zeit ist die Aneinanderreihung der Wohngebäude längs zur Straße, mit einem in der Regel mittigen Eingang oder Durchgang und, bei Bedarf, einer zusätzlichen seitlichen Hofeinfahrt.

#### Rundling, Rundplatzdorf, Rundweiler

Beispiel eines Rundlings mit zwei Zuwegungen

Ein Rundling, Rundplatzdorf oder auch regional Rundweiler genannt, ist eine ländliche Siedlung in Rundform, deren Verbreitung sich im Wesentlichen auf den einstigen deutsch-slawischen Grenzraum, also westlich und östlich der Saale und Elbe, z. B. im Hannoverschen Wendland beschränkt. Sie zählen sämtlich zu den Platzdörfern. Rundlinge liegen häufig auf Spornen, die in die Niederungen der Urstromtäler hineinragen. Der Platz in der Mitte war ursprünglich nur über einen Weg an das allgemeine Verkehrsnetz angeschlossen. Um den Platz sind wenige Bauernhöfe angeordnet. Daran schließt sich eine Streifengemengeflur an. Es ist ungeklärt, ob die Rundform aus Sicherheitsgründen oder in Anpassung an die vorwiegende Viehwirtschaft gewählt wurde.
Ein typisches Beispiel ist Bugk (slaw. bug oder buk, dt. „Buche“) im Landkreis Oder-Spree in Brandenburg. Aus einem Wegestern entstanden, auf einer kaum wahrnehmbaren Anhöhe in feuchtem, sumpfigen Gelände gelegen, stellt der Ortskern ein slawisches Rundplatzdorf dar. Rundlinge sind slawischen Ursprungs und häufig in Ostdeutschland anzutreffen.
Eine Besonderheit stellt das Wurtendorf dar. Es gehört zu den Siedlungen, deren Gehöfte auf einen zentralen (Dorf-)Platz ausgerichtet sind. Das Wurtendorf entstand in der Regel auf einem von Menschen aufgeschütteten Erdhügel, der als Siedlungsplatz für eine Einzel- oder Gruppensiedlung dient. Der Hügel sollte das Dorf vor Sturmflut bzw. Hochwasser schützen. Dieser Siedlungstyp kommt vor allem an den Marschenküsten vor, mitunter auch an Flussläufen. Wurtendörfer entstanden vor allem im 7. und 8. Jahrhundert.

#### Reihendorf

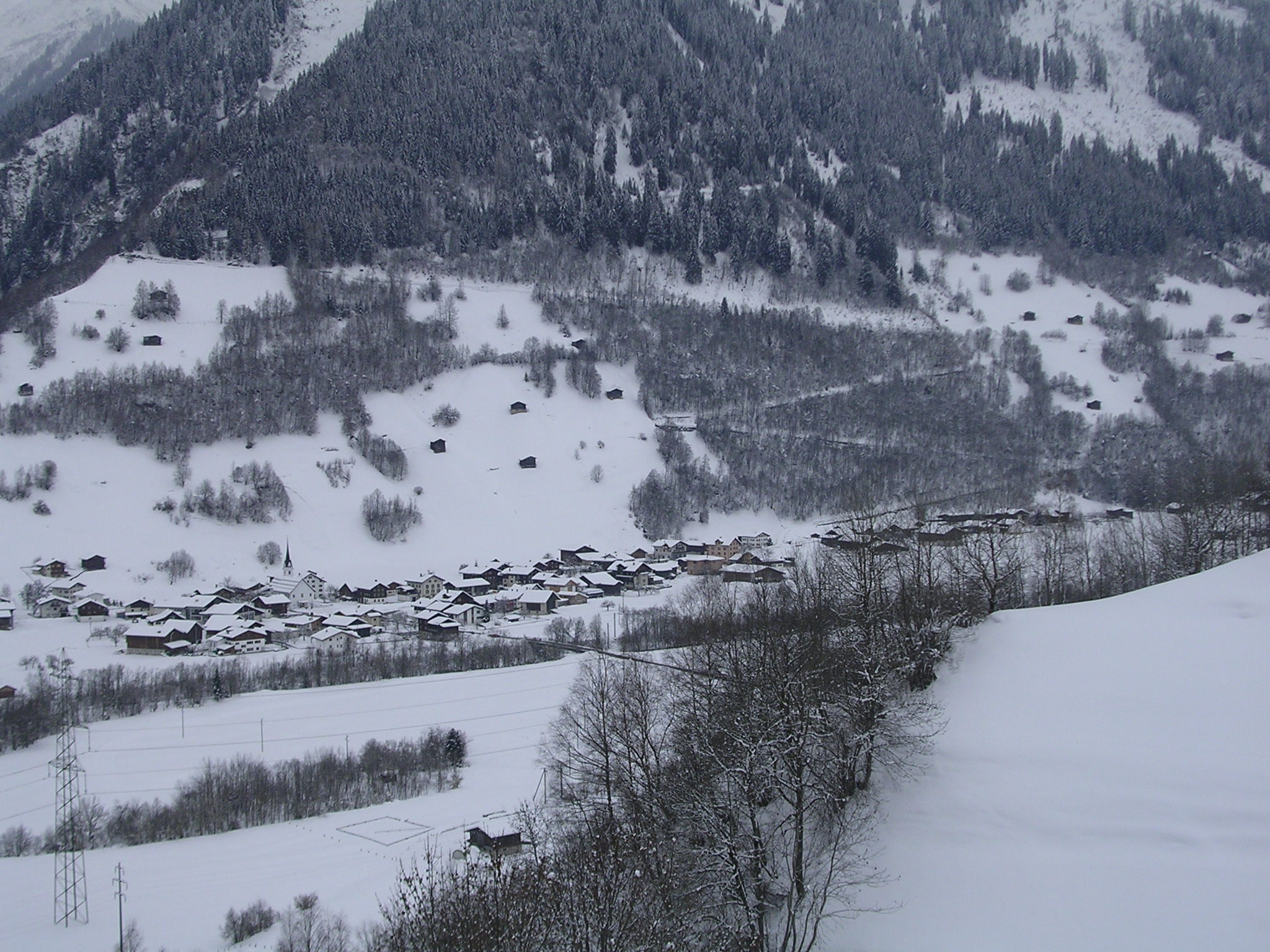
Das Reihendorf Surrein folgt dem Vorderrhein.

Reihendörfer entstehen durch den Bau einer Siedlung entlang eines langgestreckten topografischen Objekts wie eines Bachs, Grabens oder Deichs. Liegt die Siedlung hingegen entlang einer Straße oder eines Weges, spricht man von einem Straßendorf.
Reihendörfer und Straßendörfer bieten oft die Möglichkeit, die Siedlung an beiden Enden zu erweitern.

#### Zeilendorf
Ein Zeilendorf besteht aus einer Häuser- oder Hofzeile, die regelmäßig und linear aneinander gereiht ist.

#### Kolonistendörfer in Brandenburg
Die Brandenburger Kolonistendörfer entstanden nach dem Jahr 1157 im Zuge der von Albrecht dem Bären und seinem Sohn Otto I. betriebenen Ansiedlungspolitik. Die beiden ersten brandenburgischen Markgrafen versuchten mit dieser Politik erfolgreich, die 1157 eroberte und gegründete Mark Brandenburg, die noch in weiten Teilen von Slawen bewohnt war, zu christianisieren und zu stabilisieren. Die Kolonisten kamen überwiegend aus der Altmark und aus Flandern. Die Dörfer wurden in der Regel als Reihendorf oder Rundling mit Wald-, Wiesen- und Ackerhufen angelegt, vereinzelt gab es dreieckige Sackgassendörfer wie Gröben bei Ludwigsfelde. Ein typisches Beispiel ist Elsterwerda.

### Offene Dorfformen
Bei offenen Dorfformen war die Möglichkeit des gegenseitigen Schutzes der Dörfler, aber auch die Gefahr einer Brandkatastrophe geringer als bei geschlossenen. Wo jeder Bauer dauerhaft eine möglichst zusammenhängende Nutzfläche bewirtschaftet, verkürzt es die mit dem Arbeitsalltag verbundenen Wege, wenn das Gehöft am Rand oder inmitten der Nutzfläche steht.
Bei der planmäßigen Urbarmachung nicht oder kaum landwirtschaftlich genutzter, vielfach waldbestandener Gebiete bekam jeder Bauer dauerhaft eine zusammenhängende Fläche zugeteilt, die Hufe. So entstanden z. B. die Waldhufendörfer östlich der Saale.

#### Streusiedlung

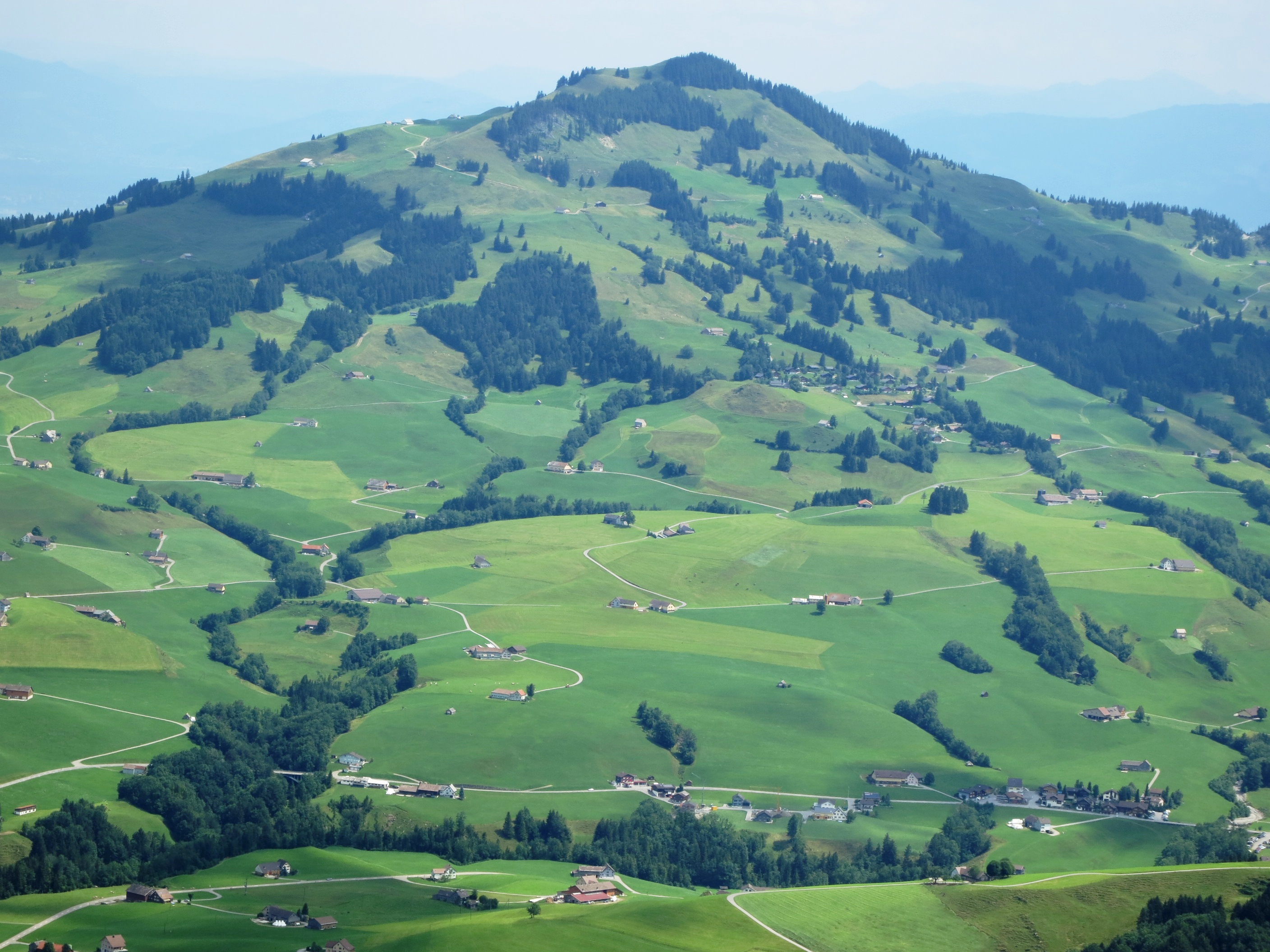
Streusiedlung Rüte (2013)

Eine Streusiedlung ist eine nicht geschlossene Siedlung, die aus weit auseinanderliegenden Bauernhöfen und Weilern ohne eigentlichen Ortskern besteht. Typische Streusiedlungsgebiete sind das westliche Niedersachsen (zum Beispiel das Münsterland), der Schwarzwald sowie der voralpine und alpine Raum (hier beispielsweise die Walserkolonien). Zwischen Weser und Ems war Streusiedlung seit jeher verbreitet; in Teilen des Allgäus und des Schwarzwaldes dagegen wurde sie erst in der Frühen Neuzeit eingeführt, um die Erträge der Landwirtschaft zu verbessern.
Große Teile Kanadas und der USA bestehen aus Streusiedlungen.

#### Hufendörfer

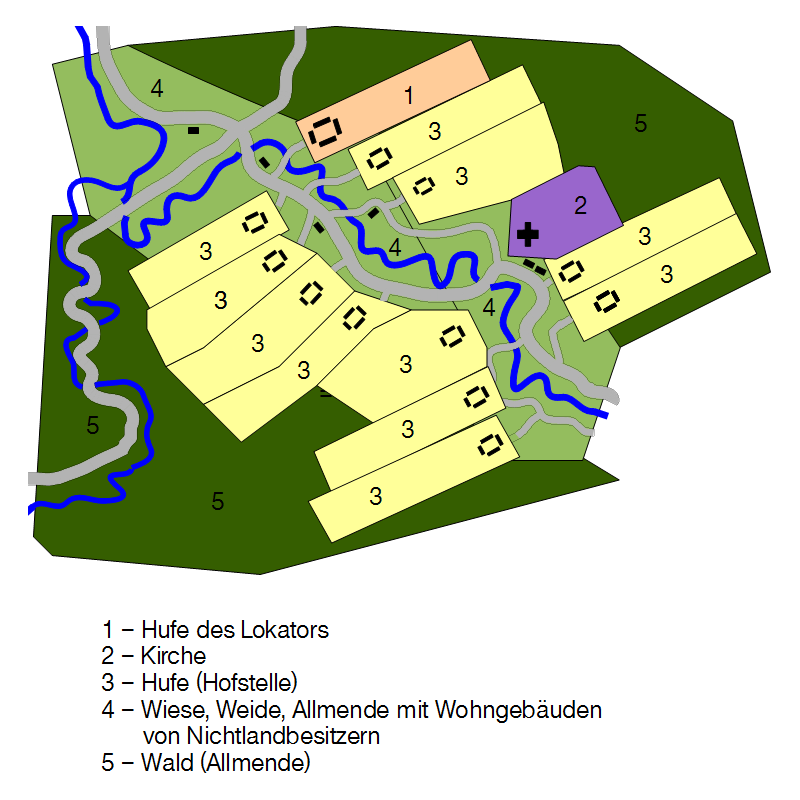
Vereinfachtes Beispiel eines Waldhufendorfes

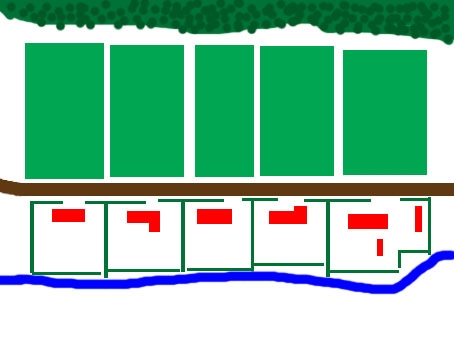
Hagenhufendorf

Hufendörfer sind spezielle Formen des Reihendorfs als Hagenhufendorf, Marschhufendorf, Moorhufendorf, Waldhufendorf und Straßendorf. Letzteres beschränkt die topografischen Objekte auf Straßen und Wege. Die Abgrenzung des Begriffes ist nicht scharf definiert.

### Siedlungen an Kristallisationspunkten

#### Kirchdorf
In Gegenden mit traditioneller Streusiedlung ließen sich neben einer Kirche gerne Menschen nieder, die ihren Lebensunterhalt nicht oder nicht nur mit Landwirtschaft verdienten. Handelt es sich bei der Kirche um eine Pfarrkirche, so trifft die Bezeichnung Pfarrdorf zu.

#### Marktflecken
Wo in verkehrsgünstiger Lage regelmäßig Märkte stattfanden, was in der Feudalzeit nur mit obrigkeitlicher Erlaubnis möglich war, siedelten sich außer Händlern gerne auch Handwerker an. So entstanden Siedlungen, die nicht selten größer waren als reine Bauerndörfer. Etliche dieser Minderstädte erhielten später Stadtrechte.

#### Eisenbahnsiedlung
Die Eisenbahnsiedlungen entstanden vor allem in der zweiten Hälfte des 19. Jahrhunderts bis zum Anfang des 20. Jahrhunderts. Wesentliche Voraussetzung war das Vorhandensein von Eisenbahnhaltepunkten und ihr netzmäßiger Ausbau als Komponente der Infrastruktur.

## Entwicklung des dörflichen Lebens in Deutschland

### Bis zum Beginn des 20. Jahrhunderts
Landwirtschaft und Kleinhandwerk wirkten traditionell prägend im Dorfleben. Die Bewohner lebten überwiegend von dem, was Ackerbau und Viehzucht hergaben. Private Hausgärten bildeten die Grundlage für die subsistenzwirtschaftliche Versorgung der Bevölkerung mit Gemüse, Früchten und Obst.
Wie Schirrmacher am Beispiel eines lippischen Dorfs ausführt, standen noch bis in die 1960er Jahre die eigenen Erträge aus Nutzgarten und Ackerland im Vordergrund. Wer über einen Stall verfügte, hielt ein oder zwei Schweine, Hühner, Kaninchen und auch Ziegen, die bei Bedarf geschlachtet wurden. Zugekauft wurden u. a. Salz, Zucker, Mehl, Kaffee, Essig, Speiseöl und Gewürze. Die Mahlzeiten waren zudem abhängig vom Rhythmus der Jahreszeiten, familiären Ereignissen sowie von Ernteterminen.
Für den Hausbau verwendete man Materialien aus der Umgebung: Holz, Bruchstein, Ziegel – in den meisten deutschen Gebieten vom Hochmittelalter bis ins 19. Jahrhundert vor allem für Fachwerkbauten. Die Innenaufteilung der Gebäude orientierte sich an den damaligen Erfordernissen; Wirtschaftsbereich und Wohnbereich befanden sich – vor allem in Mittelgebirgslagen – nahe beieinander, z. T. unter einem Dach (z. B. im sogenannten Einhaus). Beheizt wurde lediglich die Küche, die daher im Winter als Wohnraum diente.
In jedem Dorf fanden sich in der Regel sämtliche Berufe, die für die Herstellung und Erhaltung des täglichen Bedarfs sowie wichtige Dienstleistungen notwendig waren. Dem örtlichen Pfarrer und dem Dorflehrer kamen aufgrund ihrer herausgehobenen Position ein hohes Prestige zu.
Die Freizeit verbrachten die Dorfbewohner mit Tätigkeiten und Leistungen, die der persönlichen, familiären oder dorfbezogenen Lebensbewältigung dienten. Solche Tätigkeiten mit Grunddaseinsfunktion waren z. B. die familienbezogene Handarbeit der Frauen und die Produktion handwerklicher Alltagsgegenstände durch die Männer, aber auch Tätigkeiten für die Gemeinschaft, wie z. B. der Deichbau in überflutungsgefährdeten Gegenden. In der Dorfgemeinschaft waren alle Mitglieder aufeinander angewiesen. Wer sich nicht daran hielt, hatte mit Ausgrenzung zu rechnen.
Sonn- und Feiertage, Hochzeiten und Beisetzungen bildeten Zäsuren im Alltagsleben und förderten die Zusammengehörigkeit. Im letzten Viertel des 19. Jahrhunderts begann das Vereinsleben auf den Dörfern in Deutschland: Kriegervereine, Gesangvereine, Schützen- und später auch Sportvereine belebten die Gemeinschaft; wesentlich trugen auch die Freiwillige Feuerwehren hierzu bei. Die großbäuerliche Oberschicht und der Adel distanzierten sich zumeist davon, um ihren sozialen Status zu wahren.
Der Tagesablauf wurde vor allem vom jährlichen Zyklus der landwirtschaftlichen Tätigkeiten und der Witterung bestimmt; zudem von kirchlichen Feiertagen und familiären Ereignissen. Die Arbeit bestimmte das Leben; dies galt bereits für Kinder im Grundschulalter, die etwa unentbehrliche Helfer bei der Ernte waren. Selbst der Schulunterricht – in kleinen Ortschaften häufig für alle Kinder gemeinsam in einem Raum durchgeführt – wurde mit den landwirtschaftlich bedingten Abläufen abgestimmt. Die Schulferien waren auf die Erntearbeiten abgestellt (Heuferien, Getreideferien (Ernteferien) und Kartoffelferien).

### Erste Hälfte des 20. Jahrhunderts

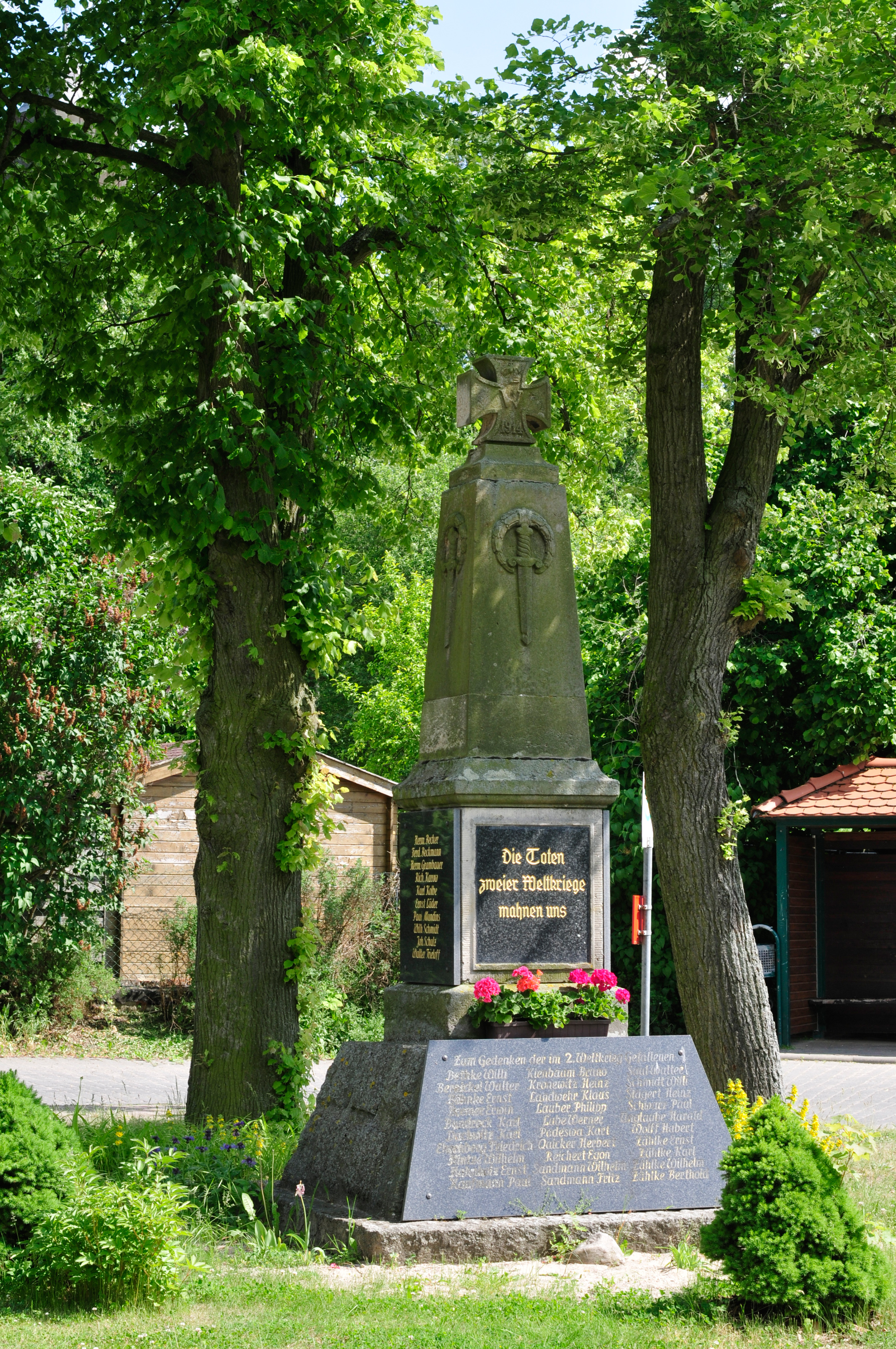
Charakteristisch für viele Dörfer in Deutschland: Kriegerdenkmal, hier Biesenbrow in der Uckermark

Mit Beginn des Ersten Weltkrieges erfuhr das Dorfleben eine Zäsur, da die meisten jüngeren Männer Kriegsdienste leisten mussten und versehrt oder gar nicht zurückkehrten: Notwendige Baumaßnahmen und Reparaturen wurden vernachlässigt und das Wirtschafts- und Alltagsleben war grundlegend betroffen. Häufig bildeten sich informelle Solidargemeinschaften, innerhalb derer man sich gegenseitige Unterstützung zuteilwerden ließ.
Die Machtergreifung der Nationalsozialisten hatte erheblichen Einfluss auf das wirtschaftlich-soziale Gefüge der Dörfer. Die nun einsetzende Blut- und Boden-Ideologie erklärte den landwirtschaftlich nutzbaren Boden zum unveräußerlichen Gut. Der Reichsnährstand verlangte Abgaben, die die Bauernschaft zu leisten hatte. Mit Beginn des Zweiten Weltkrieges wurde eine Zwangsbewirtschaftung eingeführt, die dem Staat einen direkten Zugriff auf landwirtschaftliche Produkte ermöglichte. Erneut trugen Frauen, Alte, Kriegsversehrte und Kinder die Verantwortung für alle dörflichen Belange. Die Zwangsarbeit von Kriegsgefangenen, die bei der täglichen Arbeit in der Landwirtschaft eingesetzt wurde, erleichterte die tägliche Arbeit, führte aber auch zu neuen sozialen Problemen. Die politisch motivierte Sozialkontrolle durch ständig drohende Denunziation Andersdenkender, die in den eng zusammenlebenden Gemeinschaften herrschte, nutzte dem Regime und schadete der Gemeinschaft langfristig.
Nach Kriegsende setzte eine neue Entwicklungsphase im ländlichen Raum ein, die die dörflichen Strukturen in den beiden neuen deutschen Staaten erheblich veränderten: Infolge der Vertreibung der meisten Bewohner aus den nach Kriegsende abgetrennten Ostgebieten des ehemaligen Deutschen Reiches ergab sich ein hoher Zuzug von Flüchtlingen und Vertriebenen in die von Zerstörung verschont gebliebenen Dörfer und Kleinstädte. Der Bedarf an Wohnraum war beträchtlich, zum Teil entstanden Notunterkünfte. Infolgedessen stiegen die Bevölkerungszahlen in den ländlichen Siedlungen überall stark an. In der Nachkriegszeit wurden die Dörfer begehrte Anlaufpunkte für Hamsterfahrten der notleidenden Bevölkerung aus den Ballungsgebieten, dabei waren Formen des Tauschhandels gang und gäbe.
In der sowjetischen Besatzungszone und später in der DDR fand nach dem Krieg eine Bodenreform statt, bei der staatlich in die Eigentumsverhältnisse eingegriffen wurde: Entschädigungslose Enteignungen waren die Folge, es entstanden daraus zunächst Neusiedlerstellen für Kleinbauern, später wurde die Kollektivierung der Landwirtschaft erzwungen.
In der neugegründeten Bundesrepublik Deutschland wurden in den frühen 1950er Jahren Fördermöglichkeiten zum Wohnungsbau – auch speziell mit Blick auf Zugezogene – etabliert (Lastenausgleichsgesetz), die sich auch im Dorfbild niederschlugen. Neue Wohnhäuser mit Wirtschaftsgärten und kleinem Stallanbau entstanden häufig am Rande der Dorfkerne. Die Heimatvertriebenen brachten ihre eigene Kultur, ihre besonderen Dialekte, Gebräuche und Gewohnheiten ein. In traditionell evangelisch geprägten Gebieten wurden katholische Gemeinden etabliert oder umgekehrt. Dies führte zu neuen Spannungen. Mit der Währungsreform 1948 und dem in den westlichen Bundesländern beginnenden Wirtschaftswunder entstand Arbeit und Beschäftigung – vor allem in der Industrie und im Bergbau, später auch im Dienstleistungsbereich. Damit setzte das Pendeln von Arbeitskräften aus den Dörfern in die Städte sowie eine zunehmende Landflucht ein. Die Einwohnerzahl in den meisten ländlichen Gemeinden pendelte sich in den frühen 1950er Jahren wieder ungefähr auf Vorkriegsniveau ein.

### Seit Mitte des 20. Jahrhunderts

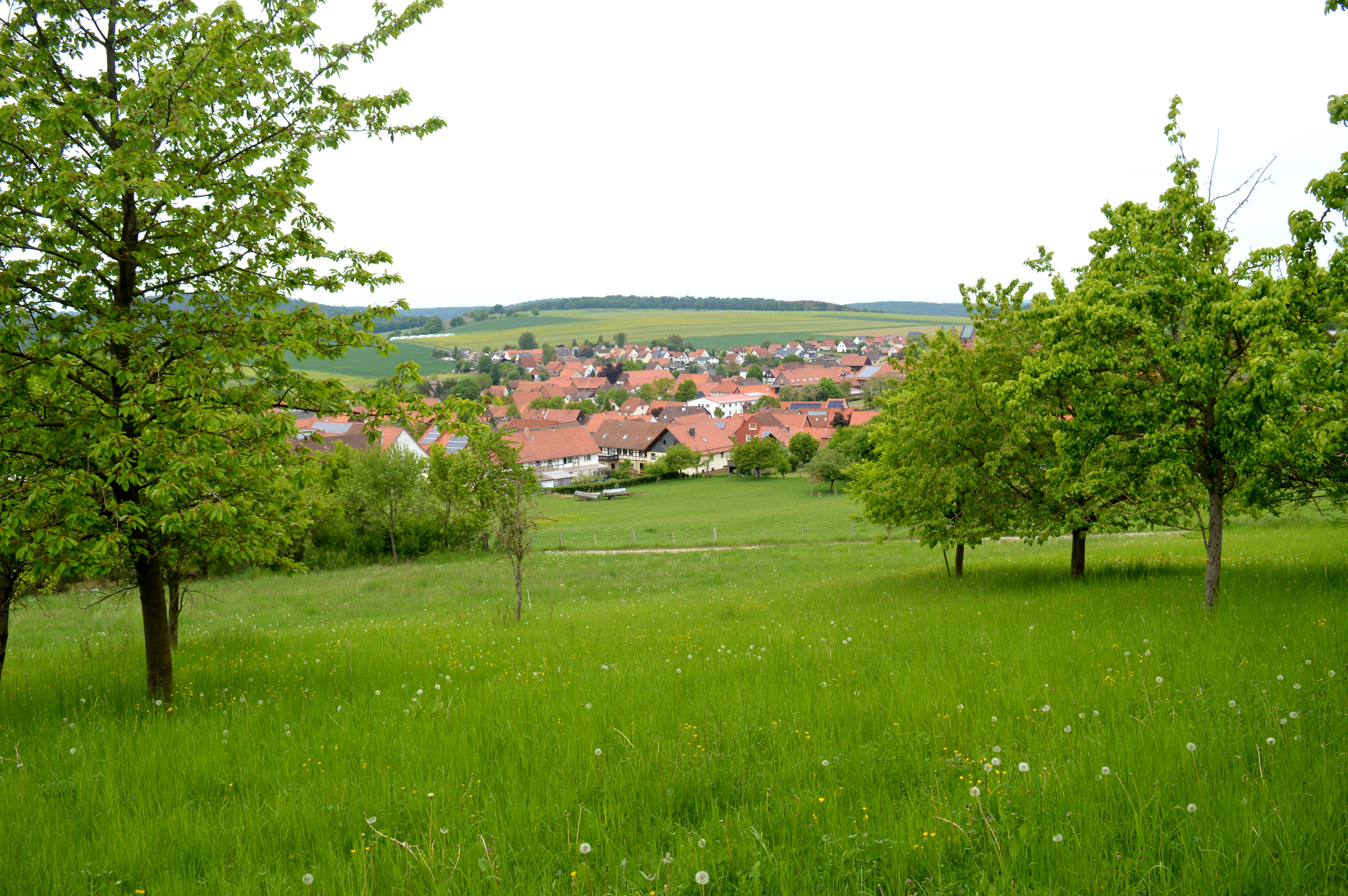
Fredelsloh, Töpferdorf in Niedersachsen

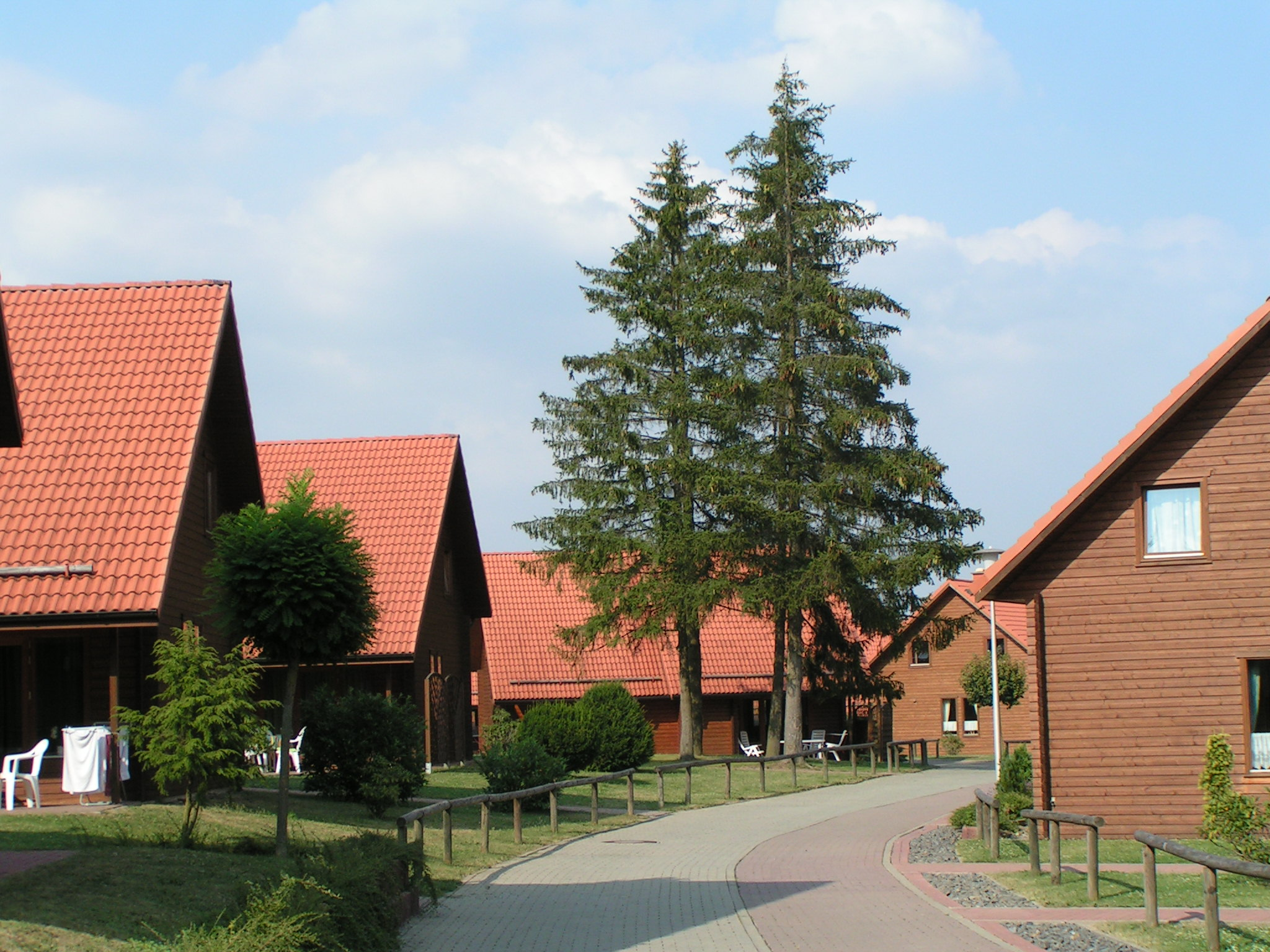
Feriendorf „Naturerlebnisdorf Blauvogel“ in Rotacker, Sachsen-Anhalt

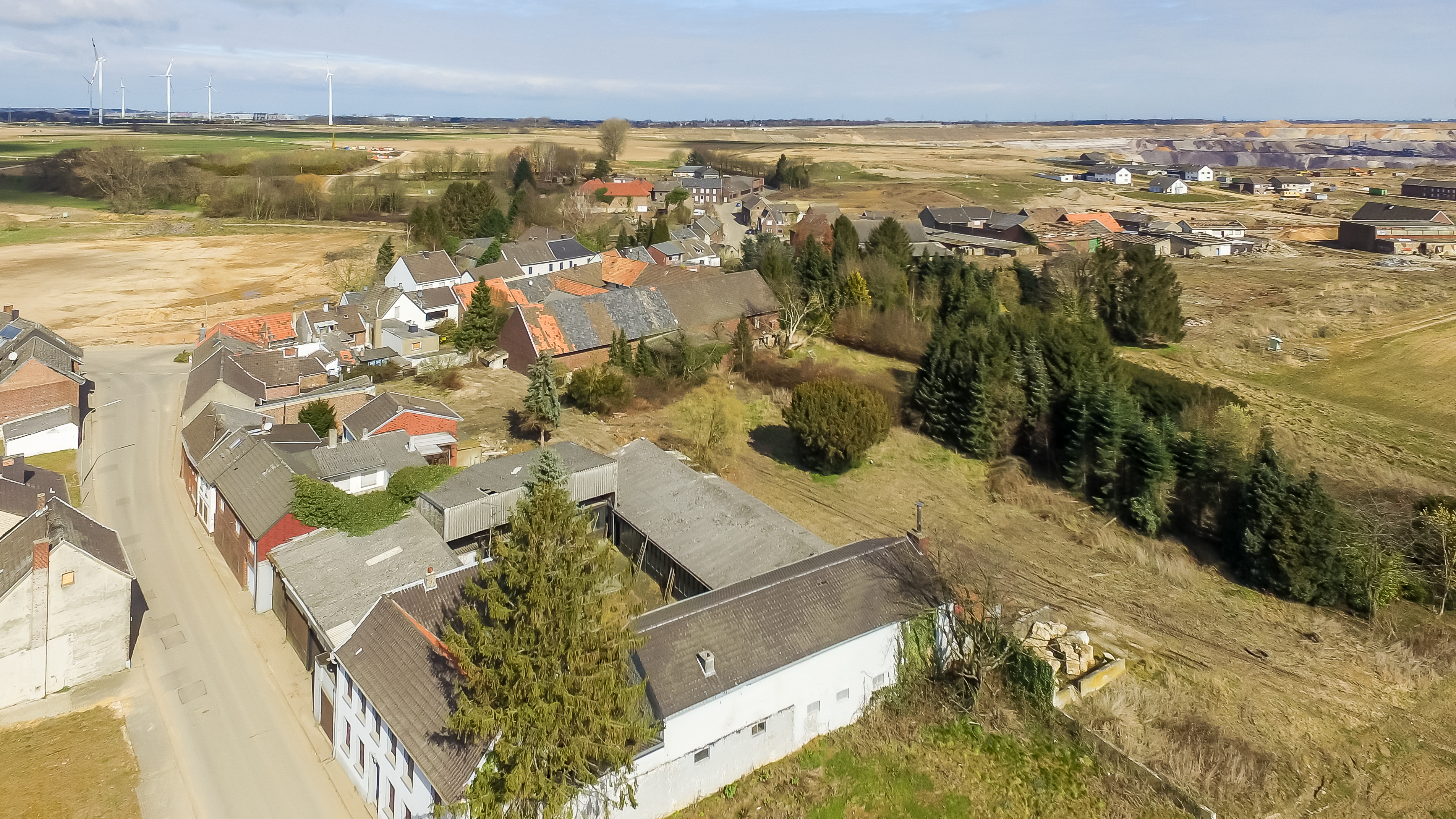
Borschemich, aufgrund des Braunkohletagebaus Garzweiler in Nordrhein-Westfalen verlassenes Dorf

In vielen Regionen wurde der Aus- und Neubau der Verkehrsinfrastruktur notwendig. In der Bundesrepublik erfolgte das mit Blick auf den Individualverkehr, in der DDR eher am ÖPNV orientiert. Ausbau und Verbreiterung von Straßen bedeuteten oft einen massiven Eingriff ins Dorfgefüge. Dies teilte mancherorts Dörfer, die Lärmbelästigung nahm zu. Dörfer wurden zu „Auspendlergemeinden“, sofern vor Ort die Arbeitsmöglichkeit fehlte. Die Rationalisierung der Landwirtschaft setzte ein. Die dabei freigesetzten Arbeitskräfte fanden häufig Beschäftigung in den Ballungsräumen. Landwirtschaftsbetriebe, die expandieren wollten, siedelten aus den engen Dorflagen an die Ränder aus, was Leerstände in der Dorfmitte zur Folge hatte. Im Umland der Ballungsräume verlor die Landwirtschaft zunehmend an Bedeutung für die Dörfer.
In der DDR wurden Gebietsreformen durchgeführt; aus ehemaligen Ländern wurden DDR-Bezirke. In der BRD entstand eine föderale Ordnung, in der Bund, Bundesländern und Gemeinden unterschiedliche Aufgaben zugewiesen wurden: Jede Dorfgemeinde besaß ihren haupt- oder ehrenamtlich tätigen Bürgermeister, der die Belange der Gemeinde nach außen hin vertrat und örtliche Zuständigkeiten in Abstimmung mit der gewählten Gemeindevertretung auf Basis der Gesetze und Verordnungen regelte. Nach dem Jahr 1969 wurde in der BRD eine Gemeindegebietsreform durchgeführt, die durch Zusammenlegung von Dörfern neue Verwaltungs- und Gemeindestrukturen entstehen ließ, die nicht selten traditionell gewachsene Sozialstrukturen aufbrachen.
In den 1970er Jahren begann ein Trend zum ländlichen Wohnen: leerstehende Bauernhäuser wurden zu reinen Wohngebäuden umgebaut. In attraktiven Mittelgebirgslagen entstanden Zweitwohnungssiedlungenn im Anschluss an bestehende Dörfer, so z. B. im Einzugsgebiet Frankfurts, im Vogelsberg. Der Zuzug von Städtern, sowie seit den 1960er Jahren von Gastarbeitern, erzeugte erneute soziale Spannungen. Wie Tappe-Pollmann für das Lipperland formuliert: „Die Dorfzugehörigkeit misst sich nicht an Einheirat oder dem Willen der Zugezogenen an Anpassung, sondern sie wird nach Generationen bemessen – auch heute noch.“
Durch die fortschreitende Rationalisierung der Landwirtschaft und anderer Erwerbszweige, die größere Mobilität und Reaktionen auf die Gebietsreform haben sich die dörflichen Strukturen grundlegend gewandelt, sodass der „dörfliche Charakter“, den viele Gemeinden und Ortsteile gerne hervorheben, in vielerlei Hinsicht nur noch historisch ist.
Heute werden manche neuen Siedlungen oder auch Einrichtungen als Dorf bezeichnet, um ihre Überschaubarkeit oder ihre Abgrenzung von einer umgebenden Großstadt zu betonen.
Überkommene Dörfer, mit (touristischer) Vermarktung einer besonderen Tradition, eines politischen Anspruchs oder anderer Besonderheiten
- Töpferdorf
- Glasmacherdorf
- Ökodorf
- Storchendorf
- Schachdorf
- Dorf der Jugend (in der DDR)

„Dörfer“ für den vorübergehenden Aufenthalt bestimmter Personengruppen
- Kinderdorf
- Studentendorf
- Olympisches Dorf
- Feriendorf (auch: Touristendorf, Urlauberdorf oder -siedlung)

Vom Umfeld abgegrenzte Bauweise
- Containerdorf

Zumeist nicht (mehr) bewohnt
- Museumsdorf
- Wüstung

## Soziale Strukturen, Soziologisches

### Dorfgemeinschaft

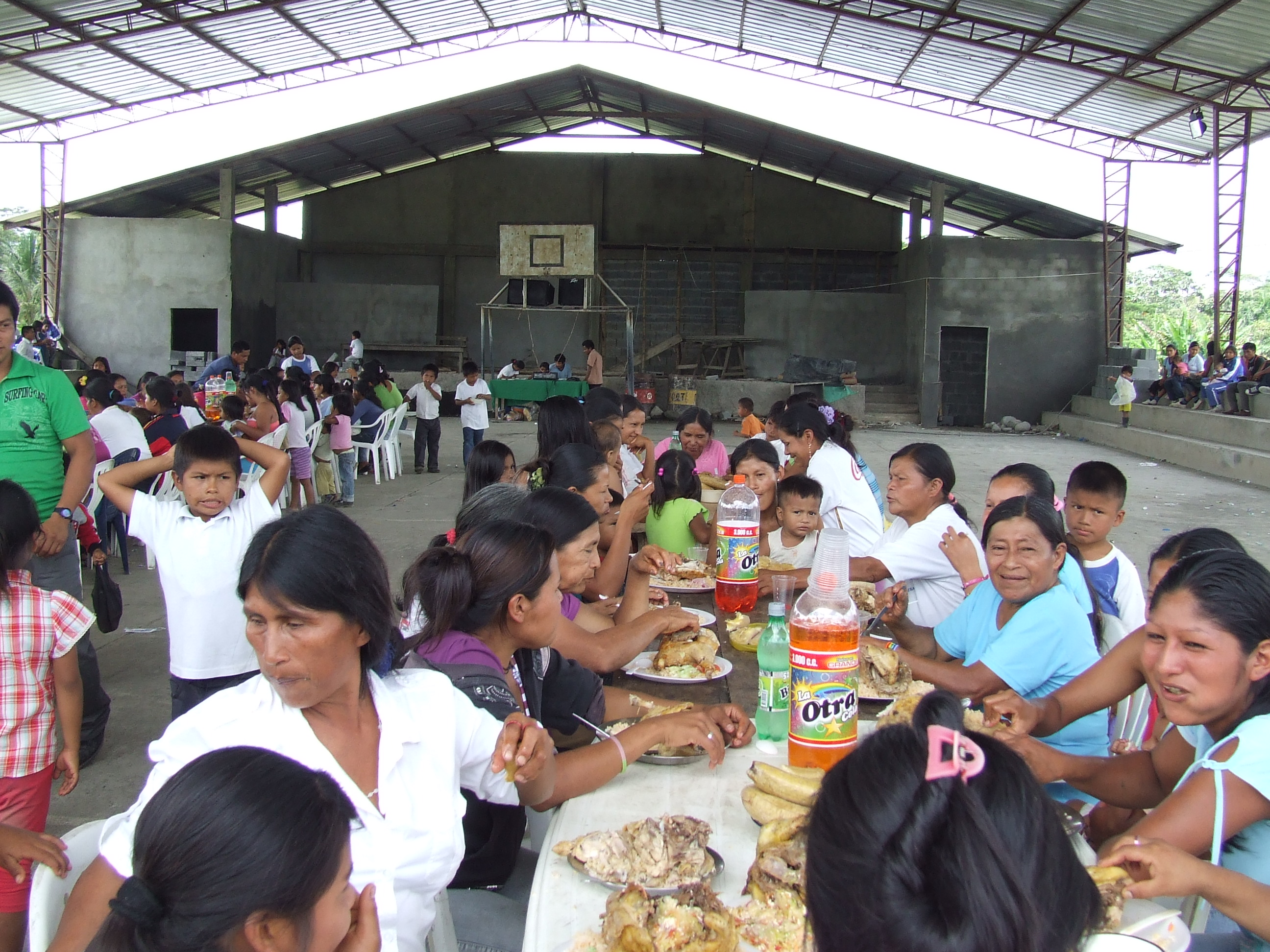
Versammlung einer Dorfgemeinschaft der indigenen Shuar in Ecuador auf dem zentralen (überdachten) Dorfplatz

Eine Dorfgemeinschaft zeichnet sich aus durch soziale Beziehungen (Nachbarschaftsbeziehungen, feste Strukturen und Normen, Sitten, Brauchtum, Feste, Vereinswesen) bis hin zur ländlichen Architektur, Bekleidung, Nahrung usw. Auch die Entwicklung der Bevölkerung blieb an die verfügbare Nutzfläche gebunden, was – etwa im Alpenraum mit seinem eng begrenzten Siedlungsraum – häufig zu inner- und zwischengemeindlichen Konflikten führte. Das Gleichgewicht wurde dadurch aufrechterhalten, dass ein Teil der Bevölkerung keine Familien gründete oder auswanderte. Mit beginnender Industrialisierung fand der nichtbäuerliche Teil der dörflichen Bevölkerung durch Heimarbeit eine zusätzliche Einnahmequelle. In Südwestdeutschland wurde durch eine breitgestreute Ansiedlung kleinerer Industriebetriebe relativ früh eine größere Zahl außerlandwirtschaftlicher Dauerarbeitsplätze geschaffen. Heute bildet das landwirtschaftlich bestimmte Bauerndorf die Ausnahme.
Soziologisch wird das Dorf empirisch vor allem in der Gemeinde- und Agrarsoziologie untersucht (teilweise in der Entwicklungssoziologie), konzeptionell ist dafür besonders auf den Begriff „Gemeinschaft“ zu verweisen.
In der Anthropologie und Ethnologie bezeichnet Dorfgemeinschaft als Fachbegriff speziell die sozialen Gruppen traditioneller Bodenbauern.
In den Dörfern hatten Anfang des 19. Jahrhunderts bei ausbrechendem Brand sofort bestimmte Einwohner die Feuerspritze zu holen. Ein Feuerläufer musste erforderlichenfalls eine weitere Löschpumpe anfordern. In vielen Dörfern hatten bei Wahrnehmung eines Brandes der Lehrer des Ortes Sturm zu läuten und der Ausschusstambour Alarm zu schlagen. Alle arbeitsfähigen Einwohner mussten mit gefülltem Eimer zur Brandstelle eilen und sich in doppelter Reihe nach dem nächsten Wasser (z. B. Bach, Brandweiher) aufstellen: „Durch die Hände lange Kette um die Wette flog der Eimer.“

### Dorfentwicklung und -sicherung

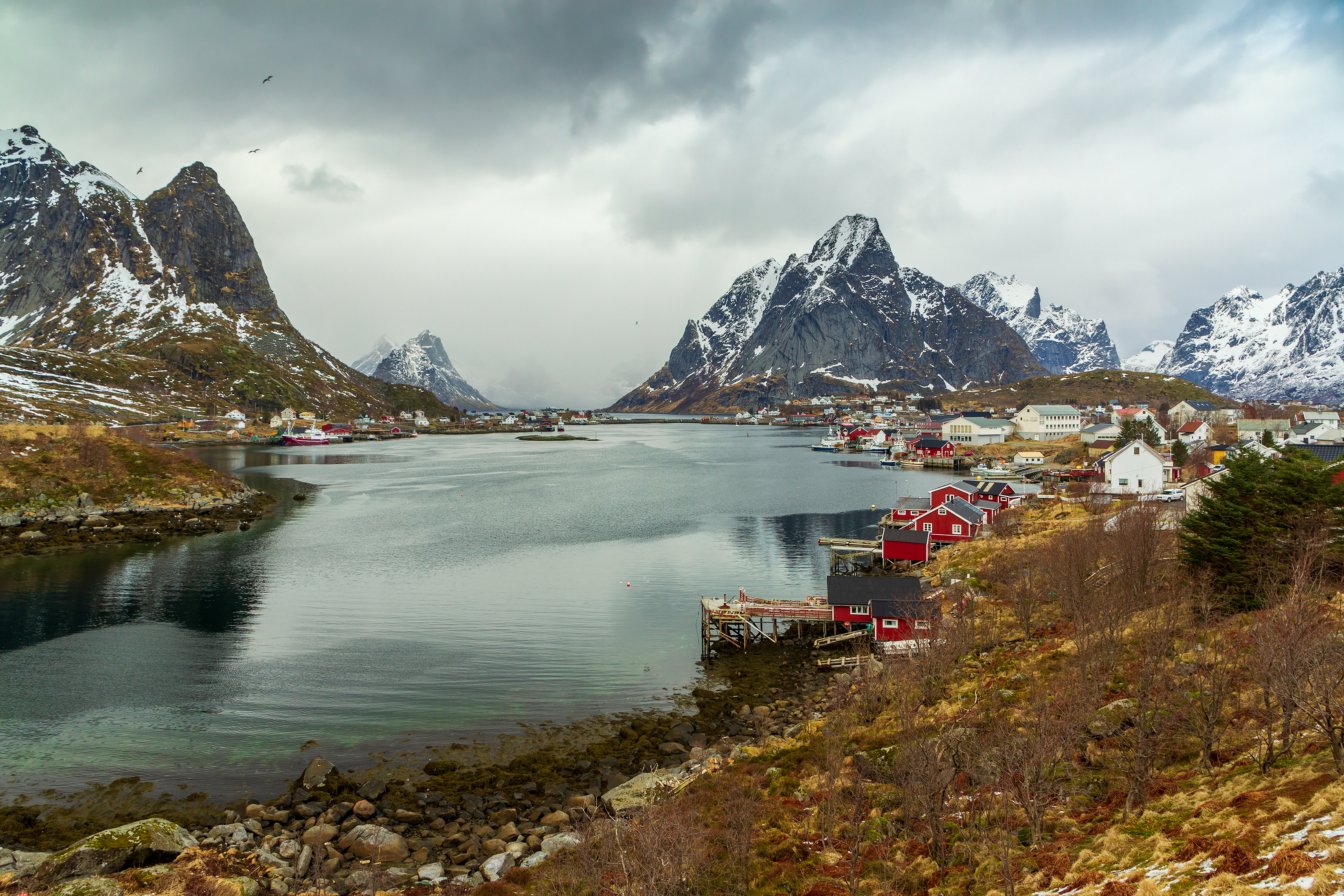
Reine auf den Lofoten (Norwegen): Vom Fischer- zum Touristendorf

Dörfer unterliegen momentan einem starken strukturellen Wandel. Aufgrund des Aussterbens der kleinbäuerlichen Dorfkultur entfällt die Landschaftspflege besonders in abgelegeneren Orten. Während die zumeist ältere landwirtschaftlich tätige Generation ausstirbt, erwirtschaftet die Mehrheit der Dorfbewohner ihr Einkommen als Pendler in den mehr oder weniger nahe liegenden Ballungsgebieten. Die Anzahl Pendler hat beispielsweise in der Schweiz von 1990 bis 2016 um 38 % zugenommen. Daher werden zur Sicherung des gewachsenen Landschaftsbildes verschiedene Anstrengungen unternommen. Mit dem Europäischen Dorferneuerungspreis und dem Bundeswettbewerb „Unser Dorf hat Zukunft“ sollen die Bewohner der Dörfer durch Anregung des Bürgerengagements die Lebensqualität erhalten oder verbessern. Unterstützt werden diese Bemühungen beispielsweise mittels Programmen zur Dorferneuerung. In Bezug auf die Agenda 21 erhofft man sich davon zumindest den Erhalt des Landschaftsbildes.

## Das Dorf in Literatur und Ideengeschichte
Während es schon seit dem 19. Jahrhundert eine blühende Literaturform gibt, welche die dörfliche Gemeinschaft und die dörflichen Konflikte in den Mittelpunkt rückt (Dorfgeschichte), ist das Dorf in jüngerer Zeit als Ort der Ideenbildung und Ideenverarbeitung vermehrt in den Blickpunkt der Forschung geraten. Dabei interessiert es besonders, wie sich städtische von dörflichen Kommunikations- und Denkformen unterscheiden.